# Tatra 813

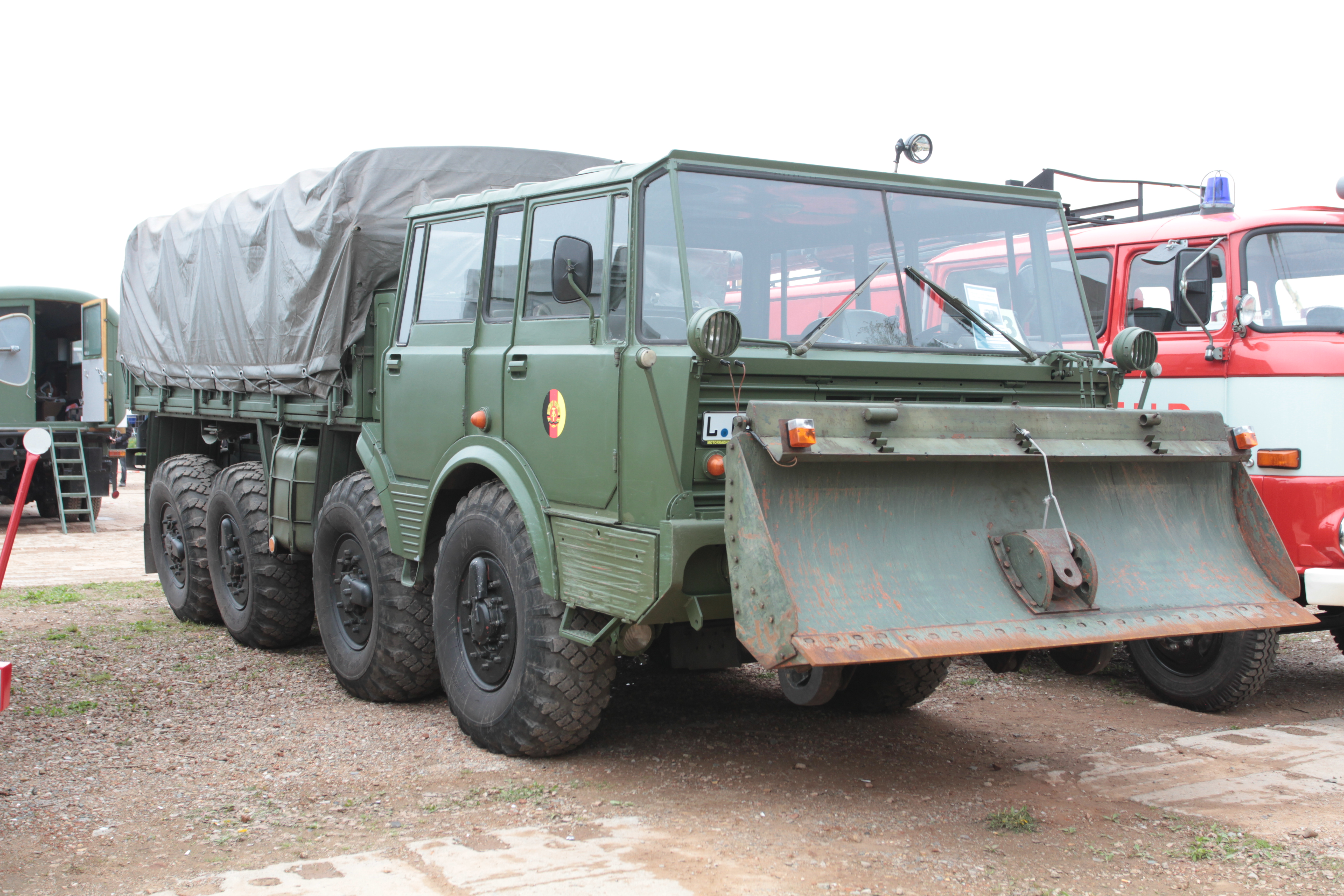
Tatra 813 met bulldozerblad

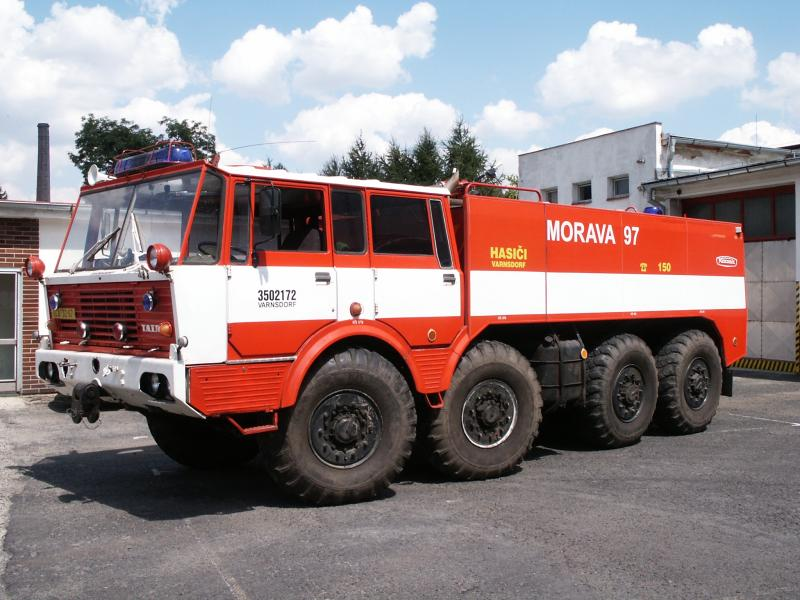
Tatra 813 als brandweerwagen

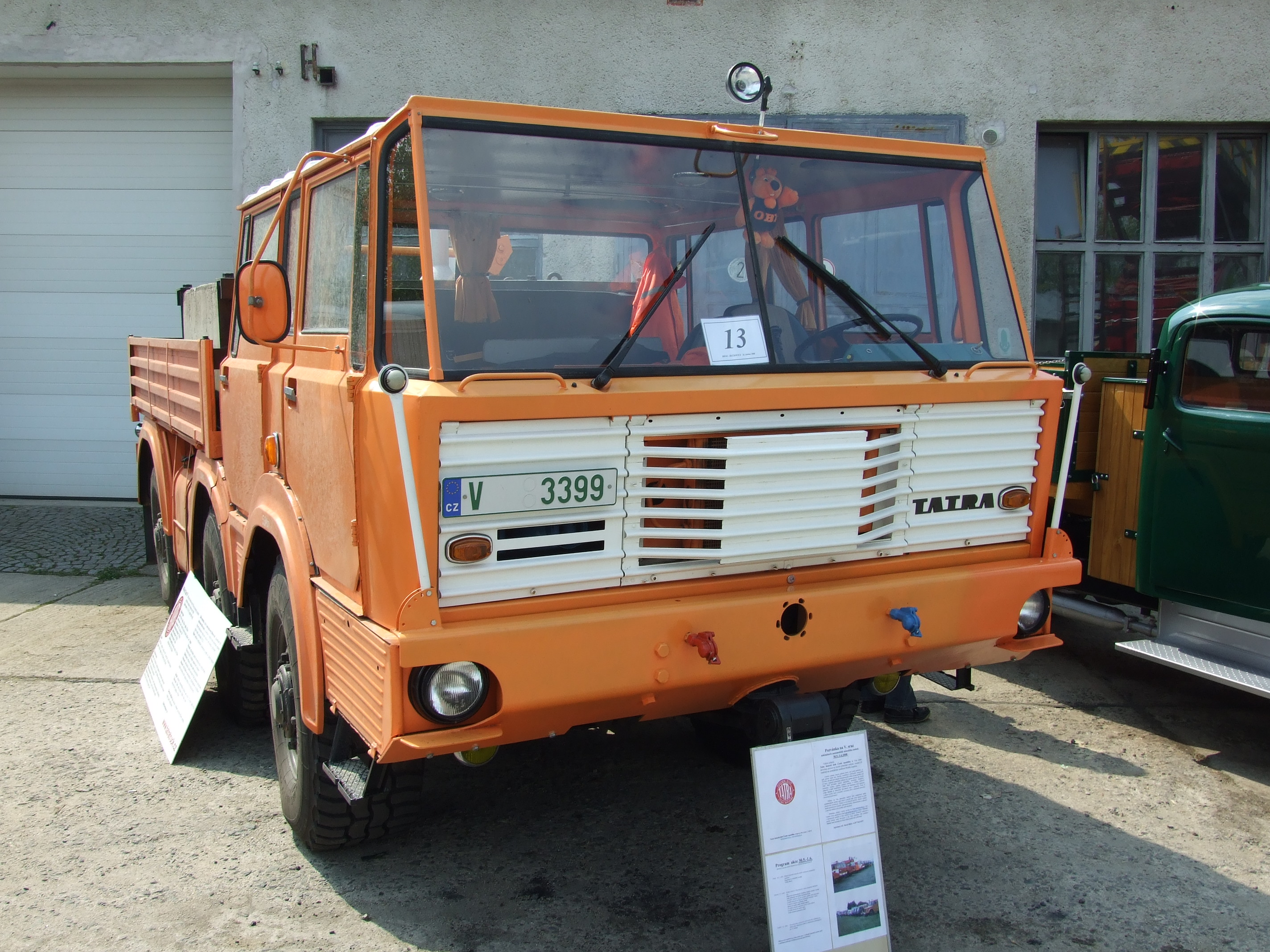
Tatra 813 6x6 versie

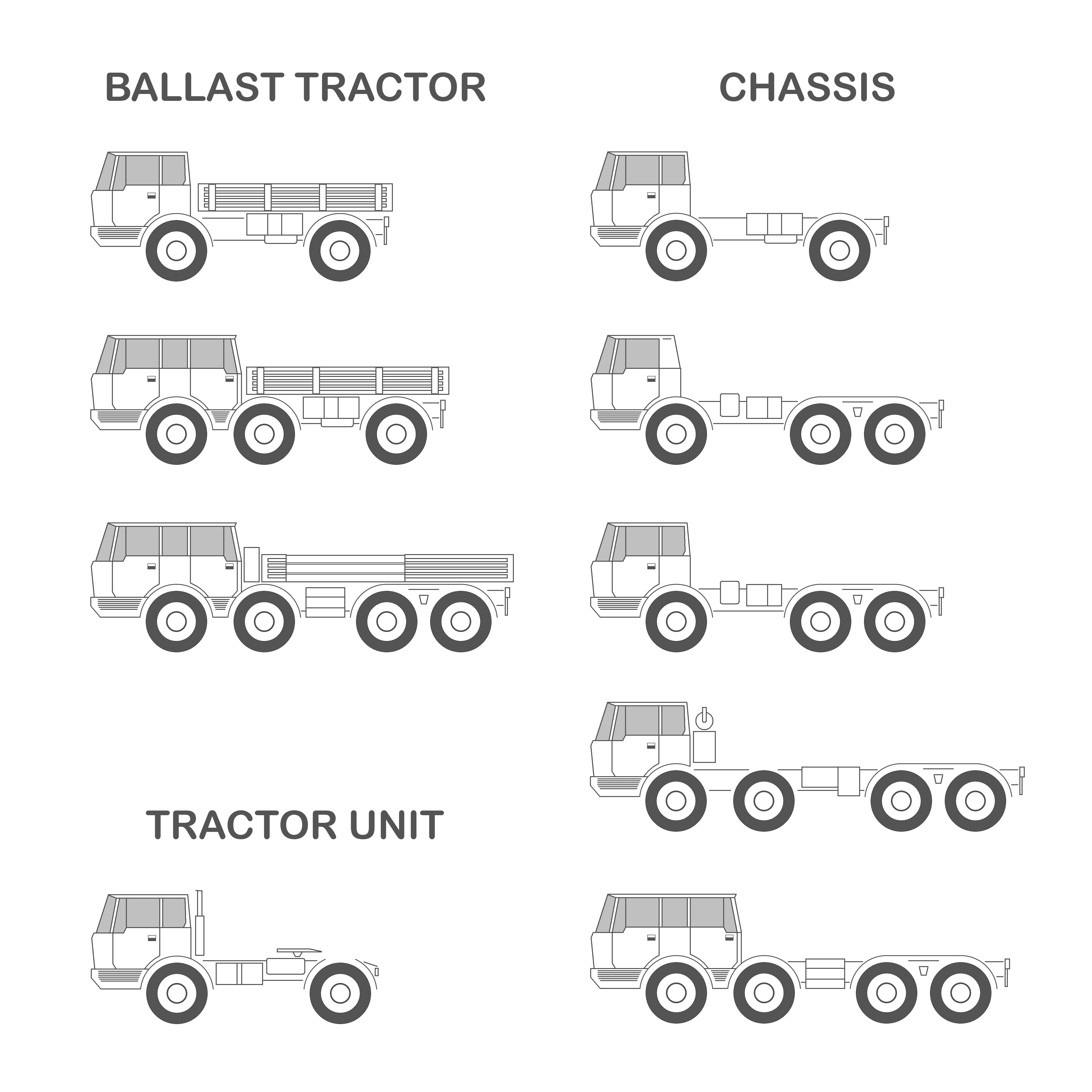
Vervaardigde soorten

De Tatra 813, ook wel aangeduid als Tatra T813, T813 of KOLOS, was een zware vrachtwagen. Het werd in de periode 1967 tot en met 1982 gemaakt door Tatra in Tsjecho-Slowakije. Het was een afgeleide versie van de Russische ZIL-135 vrachtwagen.

## Geschiedenis
De T813 werd in de zestiger jaren ontwikkeld en kwam in 1968 in productie. 

## Beschrijving
Het voertuig had een klassieke indeling met voorin de motor, gevolgd door de bestuurderscabine en het laadruim.
Het werd uitgerust met de Tatra T 930 luchtgekoelde dieselmotor. Deze was geplaatst vooraan en in het midden van de frontstuurscabine. De motor telde 12 cilinders in V-opstelling en had een cilinderinhoud van 17,6 liter. Het had een vermogen van 250 pk bij 2000 toeren per minuut. De versnellingsbak en extra reductiebakken leidde tot in totaal 20 versnellingen voor- en vier achteruit. Alle acht wielen werden aangedreven (8x8) en de voorste vier waren stuurbaar. De brandstoftank had een inhoud van 520 liter dieselolie en gaf het voertuig een actieradius van ongeveer 1000 kilometer op de weg.
Het laadvermogen werd vastgesteld op zo’n 8 ton en op de weg kon een aanhangwagen met een maximum totaal gewicht van 100 ton worden meegetrokken. De voertuigen waren uitgerust met een lier met een capaciteit van 22 ton. Ze hadden een centraal systeem om de druk van de banden van binnenuit te reguleren. Door de bandenspanning te verlagen kwam het voertuig beter vooruit bij een zachte ondergrond.

## Versies
De standaardversie had een vlakke laadvloer die afgedekt kon worden met een canvas zeil. Verder kwamen versies in gebruik zoals artillerietrekker, kraanwagen en voor het vervoer van pontons en brugonderdelen voor de genie. Als trekker van zware lasten werd de laadbak vervangen door een ballastbak om voldoende druk op de achterwielen te houden. Het werd ook gebruikt als lanceerinrichting voor raketten en in deze rol werd de bestuurderscabine gepantserd.
Er kwamen ook 4x4 en 6x6 versies van dit voertuig.
Later modellen van de T813 werden uitgerust met een zwaardere motor van 250 pk die meerdere brandstoffen kon gebruiken.
De voertuig was in gebruik bij het leger van Tsjecho-Slowakije en Oost-Duitsland. De opvolger was de Tatra 815, een redelijk uiterlijk identiek voertuig maar met een zwaardere motor, een betere mobiliteit in het terrein en met een hoger laadvermogen.